# Peter Dubovský
Peter Dubovsky, född 7 maj 1972 i Bratislava, död 23 juni 2000 vid ön Koh Samui, Thailand, var en fotbollsspelare (anfallare) från Slovakien.

## Karriär
Dubovsky började spela i klubben FK Vinohrady Bratislava, en lokalklubb från Bratislava. Han var en god talang, och när han var 17 år blev han värvad till storklubben ŠK Slovan Bratislava. 1991 debuterade han för Tjeckoslovakien i en match mot Spanien. Dubovský var en av ligans bästa under den här tiden, och 1992 vann Slovan Bratislava ligan och Dubovský vann samma säsong skytteligan med 27 mål; han vann även skytteligan 1993. 

### Tjeckoslovakien delas
1 januari 1993 delades Tjeckoslovakien, och VM-kvalet pågick för fullt. Tjeckien och Slovakien fortsatte dock kvalturneringen med ett gemensamt lag medan man införde två skilda landslag i träningslandskamper. Dubovský spelade i VM-kvalet men representerade annars Slovakien. Under kvalet gjorde Dubovský ett hat-trick mot Rumänien, men Tjeckoslovakien kvalade inte in. Hans facit i Tjeckoslovakiens landslag blev 14 matcher och 6 mål. 

### Årets spelare och spanska ligan
1993 blev Dubovsky utsedd till årets spelare i Slovakien (den förste att få den utmärkelsen) och samma år flyttade han till Real Madrid. 20 april 1994 spelade Slovakien sin första officiella landskamp mot Kroatien och vann med 4–1, där Dubovský gjorde två mål. Under hans första säsong i Real Madrid fick han sparsamt med speltid, och laget vann spanska supercupen. 15 september 1993 gjorde han ett mål mot AC Lugano i UEFA-cupen. 1995 vann Real Madrid ligan men Dubovský fick inte så mycket speltid och såldes efter säsongen till Real Oviedo men han belönades med en plats i storklubbens Hall of Fame. Han blev ordinarie i Oviedo och imponerade och han skrev sånär ett kontrakt med Arsenal FC 1996 men stannade kvar i Spanien. Under många år försökte Dubovský att hjälpa Slovakien till ett mästerskap, utan att lyckas. Han gjorde totalt tolv mål på 33 landskamper för Slovakien.

## Död
I juni 2000 åkte Dubovský på semester tillsammans med sin flickvän, sin bror och dennes fru till Thailand, där bodde på ön Koh Samui. 23 juni besökte Dubovský ett vattenfall och tog risken att dyka nerför det. Dubovský dök men när han landade slog han i huvudet i en sten och dog.